# Haliade-X
Haliade-X est le nom de la plus puissante éolienne du monde qui sera produite en France par GE Offshore Wind (ex-Alstom Wind), filiale de l'entreprise franco-américaine GE Renewable Energy, filiale de General Electric. Cette éolienne détrônera la Vestas V164 de l'entreprise danoise Vestas qui a une puissance maximum de 9 MW. GE Renewable Energy espère obtenir un certificat pour cette éolienne au premier semestre de l'année 2021.
Haliade-X pourrait être détrônée en 2024 par la « SG 14-222 DD » de l'entreprise germano-espagnole Siemens Gamesa qui pourrait avoir une puissance entre 14 et 15 MW,.

## Caractéristiques techniques
Les caractéristiques techniques principales de l'éolienne sont décrites dans le tableau suivant.
| Caractéristique technique                | Données        |
| ---------------------------------------- | -------------- |
| Puissance maximale (en MW)               | Entre 12 et 14 |
| Facteur de charge estimé (en %)          | 63 %           |
| Production annuelle estimée (en GWh)     | 67             |
| Longueur des pales (en mètres)           | 107            |
| Masse des pales (en tonnes)              | 50             |
| Hauteur du mât (en mètres)               | 160            |
| Hauteur totale de l'éolienne (en mètres) | 260            |
| Surface balayée (en mètres carrés)       | 38 000         |

## Fabrication
La nacelle de l'éolienne est construite à Saint-Nazaire, les pales à Cherbourg et le mâts à Séville,.

## Installation
190 unités seront installées dans le parc éolien britannique de Dogger Bank avant 2023.